# Championnats du monde juniors d'athlétisme 2004, résultats détaillés
Résultats détaillés des Championnats du monde juniors d'athlétisme 2004 de Grosseto, en Toscane ( Italie).
| Courses : 100 m - 200 m - 400 m - 800 m - 1 500 m - 3 000 m - 5 000 m - 10 000 m Obstacles : 100 m haies - 110 m haies - 400 m haies - 3 000 m steeple Marche : 10 000 m Sauts : Hauteur - Longueur - Triple saut - Perche Lancers : Javelot - Disque - Poids - Marteau Relais : 4 × 100 m - 4 × 400 m Épreuves combinées : Décathlon - Heptathlon Légendes |

## Résultats

### 100 m
| Rang | Pays               | Athlète               | Temps        |
| ---- | ------------------ | --------------------- | ------------ |
| 1    | États-Unis         | Ivory Williams        | 10 s 29 (SB) |
| 2    | États-Unis         | Abidemi Omole         | 10 s 31      |
| 3    | Jamaïque           | Remaldo Rose          | 10 s 34      |
| 4    | Antigua-et-Barbuda | Daniel Bailey         | 10 s 39      |
| 5    | Arabie saoudite    | Yahya Al-Gahes        | 10 s 40      |
| 6    | Bahamas            | Grafton Ifill         | 10 s 51      |
| 7    | Royaume-Uni        | James Ellington       | 10 s 56      |
| 8    | Grèce              | Efthímios Steryioúlis | 10 s 58      |

| Rang | Pays              | Athlète                | Temps          |
| ---- | ----------------- | ---------------------- | -------------- |
| 1    | États-Unis        | Ashley Owens           | 11 s 13 (MPMJ) |
| 2    | États-Unis        | Jasmen Baldwin-Foss    | 11 s 34        |
| 3    | Australie         | Sally McLellan         | 11 s 40 (PB)   |
| 4    | Trinité-et-Tobago | Wanda Hutson           | 11 s 45        |
| 5    | Allemagne         | Verena Sailer          | 11 s 49 (PB)   |
| 6    | France            | Lina Jacques-Sébastien | 11 s 58        |
| 7    | Jamaïque          | Schillonie Calvert     | 11 s 60        |
| 8    | Chine             | Wang Wenshan           | 11 s 70        |

### 200 m
| Rang | Pays              | Athlète       | Temps        |
| ---- | ----------------- | ------------- | ------------ |
| 1    | Italie            | Andrew Howe   | 20 s 28 (RC) |
| 2    | Afrique du Sud    | Leigh Julius  | 20 s 88      |
| 3    | Trinité-et-Tobago | Jamil James   | 21 s 00      |
| 4    | Canada            | Hank Palmer   | 21 s 13      |
| 5    | Royaume-Uni       | Julian Thomas | 21 s 13      |
| 6    | Royaume-Uni       | Rikki Fifton  | 21 s 17      |
| 7    | Ghana             | Samuel Adade  | 21 s 20      |
| 8    | Colombie          | Daniel Grueso | 21 s 45      |

| Rang | Pays              | Athlète             | Temps        |
| ---- | ----------------- | ------------------- | ------------ |
| 1    | États-Unis        | Shalonda Solomon    | 22 s 82 (RC) |
| 2    | Jamaïque          | Anneisha McLaughlin | 23 s 21 (SB) |
| 3    | Jamaïque          | Nickesha Anderson   | 23 s 46      |
| 4    | Trinité-et-Tobago | Kelly-Ann Baptiste  | 23 s 46      |
| 5    | États-Unis        | Shana Cox           | 23 s 63      |
| 6    | Allemagne         | Maike Dix           | 24 s 01      |
| 7    | Nigeria           | Seyi Omojuwa        | 24 s 11      |
| 8    | France            | Aurélie Kamga       | 24 s 17      |

### 400 m
| Rang | Pays       | Athlète               | Temps          |
| ---- | ---------- | --------------------- | -------------- |
| 1    | États-Unis | LaShawn Merritt       | 45 s 25 (MPMJ) |
| 2    | Soudan     | Nagmeldin Ali Abubakr | 45 s 97        |
| 3    | Botswana   | Obakeng Ngwigwa       | 45 s 97 (RNJ)  |
| 4    | Russie     | Valentin Kruglyakov   | 46 s 40        |
| 5    | Turquie    | Serdar Tamac          | 46 s 63 (RNJ)  |
| 6    | Australie  | Sean Wroe             | 46 s 84        |
| 7    | États-Unis | Keith Hinnant         | 46 s 88        |
| 8    | Brésil     | Paulo Roberto Orlando | 46 s 95        |

| Rang | Pays       | Athlète           | Temps         |
| ---- | ---------- | ----------------- | ------------- |
| 1    | États-Unis | Natasha Hastings  | 52 s 04       |
| 2    | Jamaïque   | Sonita Sutherland | 52 s 41       |
| 3    | États-Unis | Ashlee Kidd       | 52 s 45       |
| 4    | Chine      | Tang Xiaoyin      | 52 s 87       |
| 5    | Russie     | Olga Soldatova    | 52 s 99       |
| 6    | Japon      | Asami Tanno       | 53 s 34       |
| 7    | Pays-Bas   | Annemarie Schulte | 53 s 67 (RNJ) |
| 8    | Ukraine    | Liliya Lobanova   | 53 s 82       |

### 800 m
| Rang | Pays           | Athlète              | Temps               |
| ---- | -------------- | -------------------- | ------------------- |
| 1    | Qatar          | Majed Saeed Sultan   | 1 min 47 s 33 (PB)  |
| 2    | Kenya          | Alfred Kirwa Yego    | 1 min 47 s 39 (PB)  |
| 3    | Turquie        | Selahattin Çobanoglu | 1 min 47 s 71 (RNJ) |
| 4    | France         | Kévin Hautcœur       | 1 min 48 s 37 (PB)  |
| 5    | Kenya          | Elijah Kiprono Boit  | 1 min 48 s 76       |
| 6    | France         | Bocar Kane           | 1 min 49 s 08 (PB)  |
| 7    | Afrique du Sud | Bonolo Maboa         | 1 min 49 s 85       |
| 8    | Royaume-Uni    | Michael Rimmer       | 1 min 50 s 59       |

| Rang | Pays        | Athlète          | Temps               |
| ---- | ----------- | ---------------- | ------------------- |
| 1    | Biélorussie | Natalya Koreyvo  | 2 min 01 s 47 (RNJ) |
| 2    | Roumanie    | Simona Barcau    | 2 min 02 s 23 (PB)  |
| 3    | Jamaïque    | Kay-Ann Thompson | 2 min 02 s 67 (RNJ) |
| 4    | Russie      | Mariya Shapaeva  | 2 min 02 s 87       |
| 5    | France      | Élodie Guégan    | 2 min 03 s 68       |
| 6    | Roumanie    | Larisa Arcip     | 2 min 04 s 09 (PB)  |
| 7    | Royaume-Uni | Laura Finucane   | 2 min 05 s 69       |
| 8    | Ukraine     | Olena Bondar     | 2 min 08 s 29       |

### 1 500 m
| Rang | Pays        | Athlète               | Temps              |
| ---- | ----------- | --------------------- | ------------------ |
| 1    | Maroc       | Abdalaati Iguider     | 3 min 35 s 53 (RC) |
| 2    | Kenya       | Benson Marrianyi Esho | 3 min 35 s 80 (PB) |
| 3    | Kenya       | Brimin Kiprop Kipruto | 3 min 35 s 96 (PB) |
| 4    | Maroc       | Mohamed Moustaoui     | 3 min 37 s 44 (PB) |
| 5    | Algérie     | Antar Zerguelaine     | 3 min 43 s 19 (PB) |
| 6    | Royaume-Uni | Thomas Lancashire     | 3 min 43 s 31      |
| 7    | Canada      | Michael Woods         | 3 min 43 s 35      |
| 8    | États-Unis  | David Torrence        | 3 min 43 s 62 (PB) |

| Rang | Pays           | Athlète             | Temps              |
| ---- | -------------- | ------------------- | ------------------ |
| 1    | Ukraine        | Nelya Neporadna     | 4 min 15 s 90      |
| 2    | Russie         | Anna Alminova       | 4 min 16 s 32 (PB) |
| 3    | Maroc          | Siham Hilali        | 4 min 17 s 39      |
| 4    | Royaume-Uni    | Danielle Barnes     | 4 min 17 s 72      |
| 5    | Australie      | Brooke Simpson      | 4 min 19 s 13 (PB) |
| 6    | Afrique du Sud | Nicolene van Rooyen | 4 min 19 s 39      |
| 7    | Pologne        | Marta Wojtkunska    | 4 min 19 s 59      |
| 8    | Algérie        | Chahrazad Cheboub   | 4 min 19 s 72      |

### 3 000 m
| Rang | Pays        | Athlète                  | Temps               |
| ---- | ----------- | ------------------------ | ------------------- |
| 1    | Kenya       | Jebichi Yator            | 8 min 59 s 80 (PB)  |
| 2    | Tunisie     | Safa Aissaoui            | 9 min 02 s 47 (RNJ) |
| 3    | Maroc       | Siham Hilali             | 9 min 03 s 16 (PB)  |
| 4    | Japon       | Tomomi Yuda              | 9 min 13 s 69 (PB)  |
| 5    | Kenya       | Gladys Jepkemoi Chemweno | 9 min 13 s 92 (PB)  |
| 6    | Royaume-Uni | Laura Kenney             | 9 min 24 s 62 (PB)  |
| 7    | Pays-Bas    | Adrienne Herzog          | 9 min 32 s 33       |
| 8    | Soudan      | Hind Musa                | 9 min 35 s 56       |

### 5 000 m
| Rang | Pays     | Athlète              | Temps               |
| ---- | -------- | -------------------- | ------------------- |
| 1    | Kenya    | Augustine Choge      | 13 min 28 s 93 (SB) |
| 2    | Éthiopie | Bado Worku           | 13 min 30 s 45 (PB) |
| 3    | Éthiopie | Tariku Bekele        | 13 min 30 s 86      |
| 4    | Qatar    | Sultan Khamis Zaman  | 13 min 32 s 33      |
| 5    | Ouganda  | Boniface Kiprop      | 13 min 33 s 18      |
| 6    | Tanzanie | Fabiano Joseph Naasi | 13 min 33 s 62      |
| 7    | Kenya    | Henry Kemo Sugut     | 13 min 40 s 77      |
| 8    | Maroc    | Yassine Mandour      | 13 min 50 s 82      |

| Rang | Pays        | Athlète             | Temps                |
| ---- | ----------- | ------------------- | -------------------- |
| 1    | Éthiopie    | Meselech Melkamu    | 15 min 21 s 52 (RC)  |
| 2    | Malawi      | Catherine Chikwakwa | 15 min 36 s 22 (RNJ) |
| 3    | Japon       | Chiaki Iwamoto      | 15 min 39 s 59       |
| 4    | Chine       | Sun Weiwei          | 15 min 50 s 67 (PB)  |
| 5    | États-Unis  | Caitlin Chock       | 15 min 52 s 88 (PB)  |
| 6    | Éthiopie    | Rehima Kedir        | 15 min 54 s 34 (PB)  |
| 7    | Japon       | Yuko Nohara         | 15 min 57 s 51       |
| 8    | Biélorussie | Volha Minina        | 15 min 58 s 93 (RNJ) |

### 10 000 m
| Rang | Pays     | Athlète                 | Temps                |
| ---- | -------- | ----------------------- | -------------------- |
| 1    | Ouganda  | Boniface Kiprop         | 28 min 03 s 77 (RC)  |
| 2    | Tanzanie | Fabiano Joseph Naasi    | 28 min 04 s 45 (SB)  |
| 3    | Japon    | Ryuji Ono               | 28 min 30 s 45       |
| 4    | Kenya    | Hosea Mwok Macharinyang | 28 min 36 s 50       |
| 5    | Éthiopie | Abera Chane             | 28 min 46 s 99 (PB)  |
| 6    | Ouganda  | Moses Aliwa             | 28 min 53 s 75 (PB)  |
| 7    | Japon    | Hidekazu Sato           | 29 min 02 s 03 (PB)  |
| 8    | Rwanda   | Jean Pierre Mvuyekure   | 29 min 03 s 73 (RNJ) |

### 10 000 m marche
| Rang | Pays         | Athlète           | Temps          |
| ---- | ------------ | ----------------- | -------------- |
| 1    | Russie       | Andrey Ruzavin    | 40 min 58 s 15 |
| 2    | Russie       | Vladimir Kanaykin | 40 min 58 s 48 |
| 3    | Corée du Sud | Kim Hyun-sub      | 40 min 59 s 24 |
| 4    | Mexique      | Eder Sánchez      | 41 min 01 s 64 |
| 5    | Mexique      | Alejandro Rojas   | 41 min 14 s 24 |
| 6    | Japon        | Koichiro Morioka  | 41 min 14 s 61 |
| 7    | Équateur     | Osvaldo Ortega    | 41 min 19 s 79 |
| 8    | Espagne      | Benjamin Sánchez  | 41 min 21 s 13 |

| Rang | Pays      | Athlète         | Temps          |
| ---- | --------- | --------------- | -------------- |
| 1    | Russie    | Irina Petrova   | 45 min 50 s 39 |
| 2    | Chine     | Zhang Nan       | 45 min 58 s 54 |
| 3    | Russie    | Vera Sokolova   | 46 min 53 s 02 |
| 4    | Japon     | Fumi Mitsumura  | 47 min 10 s 89 |
| 5    | Chine     | Liu Xiaoyan     | 47 min 57 s 62 |
| 6    | Japon     | Sumiko Suzuki   | 48 min 00 s 24 |
| 7    | Italie    | Agnese Ragonesi | 48 min 00 s 69 |
| 8    | Allemagne | Maja Landmann   | 48 min 16 s 48 |

### 110 m haies/100 m haies
| Rang | Pays       | Athlète            | Temps   |
| ---- | ---------- | ------------------ | ------- |
| 1    | États-Unis | Aries Merritt      | 13 s 56 |
| 2    | Cuba       | Dayron Robles      | 13 s 77 |
| 3    | États-Unis | Kevin Craddock     | 13 s 77 |
| 4    | Chine      | Liu Lilu           | 13 s 96 |
| 5    | Brésil     | Rodrigo Pereira    | 14 s 1  |
| 6    | Brésil     | Éder Antonio Souza | 14 s 13 |
| 7    | France     | Garfield Darien    | 14 s 2  |
| 8    | Allemagne  | Jens Werrmann      | 14 s 29 |

| Rang | Pays       | Athlète             | Temps         |
| ---- | ---------- | ------------------- | ------------- |
| 1    | États-Unis | Ronetta Alexander   | 13 s 28       |
| 2    | Suisse     | Sabrina Altermatt   | 13 s 39 (RNJ) |
| 3    | Allemagne  | Stephanie Lichtl    | 13 s 40       |
| 4    | Australie  | Sally McLellan      | 13 s 41       |
| 5    | Norvège    | Christina Vukicevic | 13 s 58       |
| 6    | Allemagne  | Carolin Nytra       | 13 s 62       |
| 7    | Finlande   | Elisa Hakamäki      | 13 s 69       |
| 8    | France     | Alice Decaux        | 14 s 69       |

### 400 m haies
| Rang | Pays            | Athlète            | Temps         |
| ---- | --------------- | ------------------ | ------------- |
| 1    | États-Unis      | Kerron Clement     | 48 s 51 (RC)  |
| 2    | États-Unis      | Brandon Johnson    | 48 s 62 (PB)  |
| 3    | Arabie saoudite | Ibrahim Al-Hamaidi | 48 s 94 (RAJ) |
| 4    | Afrique du Sud  | L.J. van Zyl       | 49 s 06 (SB)  |
| 5    | Cuba            | Yasser Lismet      | 50 s 24       |
| 6    | Afrique du Sud  | Wouter le Roux     | 51 s 17       |
| 7    | Royaume-Uni     | Richard Davenport  | 51 s 59       |
| 8    | Brésil          | Diego Venâncio     | 52 s 07       |

| Rang | Pays       | Athlète                | Temps          |
| ---- | ---------- | ---------------------- | -------------- |
| 1    | Russie     | Yekaterina Kostetskaya | 55 s 55 (MPMJ) |
| 2    | Tchéquie   | Zuzana Hejnová         | 57 s 44 (RNJ)  |
| 3    | Jamaïque   | Sherene Pinnock        | 57 s 54 (PB)   |
| 4    | États-Unis | Nicole Leach           | 57 s 56 (PB)   |
| 5    | Chine      | He Yu                  | 58 s 11        |
| 6    | Kazakhstan | Tatyana Azarova        | 58 s 41        |
| 7    | Russie     | Irina Obedina          | 58 s 63        |
| 8    | Roumanie   | Angela Morosanu        | 1 min 03 s 10  |

### 3 000 m steeple
| Rang | Pays     | Athlète                | Temps               |
| ---- | -------- | ---------------------- | ------------------- |
| 1    | Kenya    | Ronald Kipchumba Rutto | 8 min 23 s 32 (PB)  |
| 2    | Qatar    | Musa Amer Obaid        | 8 min 23 s 38 (RAJ) |
| 3    | Qatar    | Moustafa Ahmed Shebto  | 8 min 26 s 04 (PB)  |
| 4    | Kenya    | Nathan Kibet Naibei    | 8 min 30 s 77 (PB)  |
| 5    | Ouganda  | Barnabas Kimwogo       | 8 min 37 s 23 (PB)  |
| 6    | Éthiopie | Ezkyas Sisay           | 8 min 40 s 10       |
| 7    | Maroc    | Saïd Tbibi             | 8 min 51 s 47       |
| 8    | Hongrie  | Balázs Ott             | 8 min 52 s 49       |

| Rang | Pays                 | Athlète                  | Temps                |
| ---- | -------------------- | ------------------------ | -------------------- |
| 1    | Kenya                | Gladys Jerotich Kipkemoi | 9 min 47 s 26 (RC)   |
| 2    | Roumanie             | Ancuţa Bobocel           | 9 min 49 s 03 (RAJ)  |
| 3    | Roumanie             | Catalina Oprea           | 9 min 50 s 04 (PB)   |
| 4    | Kenya                | Mercy Wanjiku Njoroge    | 9 min 52 s 25 (PB)   |
| 5    | Allemagne            | Verena Dreier            | 9 min 59 s 33 (RNJ)  |
| 6    | Serbie-et-Monténégro | Biljana Jovic            | 10 min 06 s 96 (RNJ) |
| 7    | Brésil               | Zenaide Vieira           | 10 min 10 s 84       |
| 8    | Russie               | Olga Derevyeva           | 10 min 18 s 50       |

### 4 × 100 m relais
| Rang | Pays        | Athlète                                                                       | Temps   |
| ---- | ----------- | ----------------------------------------------------------------------------- | ------- |
| 1    | États-Unis  | Trell Kimmons Abidemi Omole Ivory Williams LaShawn Merritt                    | 38 s 66 |
| 2    | Jamaïque    | Kawayne Fisher Kevin Stewart Andre Wellington Remaldo Rose                    | 39 s 27 |
| 3    | Japon       | Naohiro Shinada Hiroyuki Noda Yuichi Shokawa Naoki Tsukahara                  | 39 s 43 |
| 4    | Allemagne   | Joachim Welz Daniel Schnelting Florian Rentz Lucas Jakubczyk                  | 40 s 00 |
| 5    | Pologne     | Leszek Spychala Dariusz Kuc Dariusz Burzynski Karol Sienkiewicz               | 40 s 13 |
| 6    | Chypre      | Georgios Lavithis Georgios Georgiou Georgios Kyriakides Valentinos Athanasiou | 40 s 50 |
| 7    | Botswana    | Pedzani Madubeko Bonno Modisenyane Cisco Matsaakgang Obakeng Ngwigwa          | 40 s 83 |
| 8    | Royaume-Uni | Craig Pickering Rikki Fifton James Ellington Leon Baptiste                    | disq.   |

| Rang | Pays              | Athlète                                                                 | Temps          |
| ---- | ----------------- | ----------------------------------------------------------------------- | -------------- |
| 1    | États-Unis        | Ashley Owens Juanita Broaddus Jasmen Baldwin-Foss Shalonda Solomon      | 43 s 49 (MPMJ) |
| 2    | Jamaïque          | Nickesha Anderson Tracy-Ann Rowe Anneisha McLaughlin Schillonie Calvert | 43 s 63 (SB)   |
| 3    | France            | Natacha Vouaux Lina Jacques-Sébastien Aurélie Kamga Nelly Banco         | 43 s 68 (RNJ)  |
| 4    | Trinité-et-Tobago | Jurlene Francis Wanda Hutson Monique Cabral Kelly-Ann Baptiste          | 44 s 14        |
| 5    | Australie         | Jacinta Boyd Sally McLellan Michelle Cutmore Rebecca Negus              | 45 s 1         |
| 6    | Italie            | Claudia Pacini Maria Aurora Salvagno Giulia Arcioni Simona Ciglia       | 45 s 19        |
| 7    | Pologne           | Agnieszka Kasica Marika Popowicz Iwona Brzezinska Marta Jeschke         | 45 s 34        |
| 8    | Allemagne         | Verena Sailer Katja Börner Maike Dix Anne Möllinger                     | disqu.         |

### 4 × 400 m relais
| Rang | Pays           | Athlète                                                                         | Temps               |
| ---- | -------------- | ------------------------------------------------------------------------------- | ------------------- |
| 1    | États-Unis     | Brandon Johnson LaShawn Merritt Jason Craig Kerron Clement                      | 3 min 01 s 09 (RMJ) |
| 2    | Afrique du Sud | Wouter le Roux Chris Gebhardt Leigh Julius L.J. van Zyl                         | 3 min 04 s 50 (RAJ) |
| 3    | Japon          | Kazunori Ota Hiroyuki Noda Teppei Suzuki Yudai Sasaki                           | 3 min 05 s 33 (RAJ) |
| 4    | Brésil         | Paulo Roberto Orlando Felipe Carlos de Paula Fernando de Almeida Diego Venâncio | 3 min 05 s 44       |
| 5    | Royaume-Uni    | Richard Buck Ryan Dinham Michael Rimmer Richard Davenport                       | 3 min 07 s 02       |
| 6    | Pologne        | Kamil Baranski Ziemowit Rys Damian Kempa Lukasz Pryga                           | 3 min 07 s 20       |
| 7    | Australie      | Tim Rooke Gavin Jeffries Werner Botha Sean Wroe                                 | 3 min 07 s 95       |
| 8    | Allemagne      | Claass Caspers Florian Schwalm Falco Lausecker Martin Grothkopp                 | 3 min 08 s 83       |

| Rang | Pays        | Athlète                                                              | Temps               |
| ---- | ----------- | -------------------------------------------------------------------- | ------------------- |
| 1    | États-Unis  | Alexandria Anderson Ashlee Kidd Stephanie Smith Natasha Hastings     | 3 min 27 s 60 (RMJ) |
| 2    | Russie      | Victoriya Talko Mariya Shapaeva Olga Soldatova Ekaterina Kostetskaya | 3 min 30 s 03 (RNJ) |
| 3    | Jamaïque    | Nyoka Cole Maris Wisdom Sherene Pinnock Sonita Sutherland            | 3 min 30 s 37 (SB)  |
| 4    | Allemagne   | Sorina Nwachukwu Anja Pollmächer Sara Battke Diana Dienel            | 3 min 33 s 51       |
| 5    | Royaume-Uni | Faye Harding Gemma Nicol Charlotte Best Laura Finucane               | 3 min 33 s 67       |
| 6    | France      | Rose-Audrey Ndjé Thélia Sigère Marie-Noëlle Gaudin Symphora Béhi     | 3 min 33 s 88       |
| 7    | Roumanie    | Ioana Ciurila Gabriela Ciuca Simona Barcau Angela Morosanu           | 3 min 35 s 51       |
| 8    | Chine       | Wu Shanshan He Yu Wang Wenshan Tang Xiaoyin                          | 3 min 38 s 57       |

### Saut en hauteur
| Rang | Pays           | Athlète         | Hauteur     |
| ---- | -------------- | --------------- | ----------- |
| 1    | Canada         | Michael Mason   | 2,21 m (PB) |
| 2    | Allemagne      | Marius Hanniske | 2,21 m      |
| 3    | Chine          | Hu Tong         | 2,21 m      |
| 4    | Suède          | Linus Thörnblad | 2,21 m      |
| 5    | Afrique du Sud | Ramsay Carelse  | 2,21 m (PB) |
| 6    | Roumanie       | Bogdan Popa     | 2,18 m (PB) |
| 7    | Finlande       | Jussi Tasala    | 2,18 m (PB) |
| 8    | Japon          | Hikaru Tsuchiya | 2,18 m (PB) |

| Rang | Pays       | Athlète           | Hauteur       |
| ---- | ---------- | ----------------- | ------------- |
| 1    | Ukraine    | Iryna Kovalenko   | 1,93 m (MPMJ) |
| 2    | Russie     | Svetlana Shkolina | 1,91 m (PB)   |
| 3    | États-Unis | Sharon Day        | 1,91 m (PB)   |
| 4    | Allemagne  | Annett Engel      | 1,87 m (PB)   |
| 5    | Ukraine    | Svitlana Akulenko | 1,87 m        |
| 6    | Tchéquie   | Oldriška Marešová | 1,87 m (PB)   |
| 7    | Kazakhstan | Anna Ustinova     | 1,84 m        |
| 7    | Grèce      | Adonía Steryíou   | 1,84 m (PB)   |

### Saut en longueur
| Rang | Pays           | Athlète                | Distance      |
| ---- | -------------- | ---------------------- | ------------- |
| 1    | Italie         | Andrew Howe            | 8,11 m (MPMJ) |
| 2    | Afrique du Sud | Godfrey Khotso Mokoena | 8,09 m (RNJ)  |
| 3    | Australie      | John Thornell          | 7,89 m        |
| 4    | Australie      | Chris Noffke           | 7,66 m        |
| 5    | Japon          | Naohiro Shinada        | 7,66 m (SB)   |
| 6    | Chine          | Yu Zhenwei             | 7,55 m        |
| 7    | Ukraine        | Dmytro Bilotserkiv'kyy | 7,52 m        |
| 8    | Grèce          | Nikólaos Filandarákis  | 7,49 m        |

| Rang | Pays        | Athlète            | Distance    |
| ---- | ----------- | ------------------ | ----------- |
| 1    | Tchéquie    | Denisa Šcerbová    | 6,61 m      |
| 2    | Allemagne   | Sophie Krauel      | 6,47 m      |
| 3    | Biélorussie | Veronika Shutkova  | 6,22 m (PB) |
| 4    | Australie   | Jacinta Boyd       | 6,20 m      |
| 5    | Cuba        | Yudelkis Fernández | 6,18 m      |
| 6    | États-Unis  | Amy Menlove        | 6,16 m      |
| 7    | Australie   | Naomi Bligh        | 6,06 m      |
| 8    | Italie      | Tania Vicenzino    | 6,05 m      |

### Saut à la perche
| Rang | Pays       | Athlète                | Hauteur     |
| ---- | ---------- | ---------------------- | ----------- |
| 1    | Russie     | Dmitry Starodubtsev    | 5,50 m (PB) |
| 2    | Argentine  | Germán Chiaraviglio    | 5,45 m      |
| 3    | Chine      | Liu Feiliang           | 5,40 m      |
| 4    | Grèce      | Konstadínos Filippídis | 5,35 m      |
| 5    | Suède      | Jesper Fritz           | 5,25 m      |
| 6    | France     | Benjamin Renaudeau     | 5,20 m (PB) |
| 7    | États-Unis | Chip Heuser            | 5,20 m (PB) |
| 8    | France     | Charles Andureu        | 5,20 m (PB) |

| Rang | Pays      | Athlète               | Hauteur     |
| ---- | --------- | --------------------- | ----------- |
| 1    | Allemagne | Lisa Ryzih            | 4,30 m (PB) |
| 2    | Allemagne | Anna Schultze         | 4,25 m (PB) |
| 2    | Chine     | Yingying Zhao         | 4,25 m      |
| 4    | Pologne   | Justyna Ratajczak     | 4,10 m (PB) |
| 5    | Pologne   | Katarzyna Sowa        | 4,10 m (PB) |
| 6    | Grèce     | Nikolía Kiriakopoúlou | 4,00 m (PB) |
| 7    | France    | Camille Simon         | 3,90 m      |
| 7    | Brésil    | Michaela Heitkötter   | 3,90 m (PB) |
| 7    | Italie    | Elena Scarpellini     | 3,90 m      |

### Triple saut
| Rang | Pays           | Athlète                | Distance      |
| ---- | -------------- | ---------------------- | ------------- |
| 1    | Afrique du Sud | Godfrey Khotso Mokoena | 16,77 m       |
| 2    | Chine          | Shujing Zhu            | 16,64 m       |
| 3    | Ukraine        | Viktor Kuznyetsov      | 16,58 m (RNJ) |
| 4    | Cuba           | Dennis Fernández       | 16,30 m       |
| 5    | Australie      | Alwyn Jones            | 16,29 m       |
| 6    | Biélorussie    | Dzmitry Dzetsuk        | 16,17 m       |
| 7    | Russie         | Andrey Alekseyev       | 15,86 m       |
| 8    | Bulgarie       | Petâr Ivanov           | 15,79 m       |

| Rang | Pays     | Athlète               | Distance       |
| ---- | -------- | --------------------- | -------------- |
| 1    | Russie   | Anastasiya Taranova   | 13,94 m (MPMJ) |
| 2    | Chine    | Xie Limei             | 13,77 m        |
| 3    | Russie   | Tatyana Yakovleva     | 13,67 m        |
| 4    | Cuba     | Yudelkis Fernández    | 13,65 m (SB)   |
| 5    | Chine    | Qiu Huijing           | 13,53 m (SB)   |
| 6    | Ukraine  | Tetyana Dyachenko     | 13,47 m (PB)   |
| 7    | Roumanie | Alina Popescu         | 13,44 m        |
| 8    | Ukraine  | Marharyta Dobrobobova | 13,20 m        |

### Lancer du javelot
| Rang | Pays           | Athlète                 | Distance       |
| ---- | -------------- | ----------------------- | -------------- |
| 1    | Russie         | Aleksey Tovarnov        | 79,38 m (MPMJ) |
| 2    | Afrique du Sud | Lohan Rautenbach        | 74,42 m (PB)   |
| 3    | Brésil         | Júlio César de Oliveira | 73,86 m        |
| 4    | Australie      | Joshua Robinson         | 73,76 m        |
| 5    | Grèce          | Yervásios Filippídis    | 73,37 m (PB)   |
| 6    | Finlande       | Ari Mannio              | 70,63 m        |
| 7    | Pologne        | Sebastian Jachimowicz   | 70,35 m        |
| 8    | Italie         | Daniele Baiocchi        | 69,40 m        |

| Rang | Pays      | Athlète             | Distance      |
| ---- | --------- | ------------------- | ------------- |
| 1    | Allemagne | Vivian Zimmer       | 58,50 m (RC)  |
| 2    | Allemagne | Annika Suthe        | 57,15 m       |
| 3    | Australie | Annabel Thomson     | 56,01 m (RAJ) |
| 4    | France    | Doriane Gilibert    | 54,77 m (RNJ) |
| 5    | Japon     | Yuki Ebihara        | 54,44 m (RNJ) |
| 6    | Islande   | Ásdís Hjálmsdóttir  | 54,05 m       |
| 7    | Belgique  | Elfje Willemsen     | 52,70 m (PB)  |
| 8    | Belgique  | Sofie Schoenmaekers | 52,67 m       |

### Lancer du disque
| Rang | Pays                 | Athlète        | Distance     |
| ---- | -------------------- | -------------- | ------------ |
| 1    | Iran                 | Ehsan Hadadi   | 62,14 m      |
| 2    | Russie               | Oleg Pirog     | 60,28 m (PB) |
| 3    | Serbie-et-Monténégro | Luka Rujevic   | 59,82 m      |
| 4    | Ukraine              | Dmytro Isnyuk  | 59,19 m      |
| 5    | Ukraine              | Roman Ryzhyy   | 58,51 m      |
| 6    | Estonie              | Margus Hunt    | 58,30 m (PB) |
| 7    | Australie            | Ronnie Buckley | 58,11 m      |
| 8    | Allemagne            | Martin Wierig  | 57,88 m      |

| Rang | Pays       | Athlète              | Distance     |
| ---- | ---------- | -------------------- | ------------ |
| 1    | Chine      | Ma Xuejun            | 57,85 m (SB) |
| 2    | Russie     | Darya Pishchalnikova | 57,37 m      |
| 3    | Allemagne  | Nadine Müller        | 57,13 m      |
| 4    | Chine      | Wang Yu              | 56,61 m      |
| 5    | Russie     | Svetlana Ivanova     | 51,86 m      |
| 6    | Autriche   | Veronika Watzek      | 50,56 m      |
| 7    | Ukraine    | Vasylysa Zelenska    | 48,77 m      |
| 8    | États-Unis | Melissa Faubus       | 48,53 m      |

### Lancer du poids
| Rang | Pays                 | Athlète               | Distance     |
| ---- | -------------------- | --------------------- | ------------ |
| 1    | Bulgarie             | Georgi Ivanov         | 20,70 m      |
| 2    | Pologne              | Jakub Giza            | 20,05 m (PB) |
| 3    | Russie               | Aleksander Grekov     | 19,98 m      |
| 4    | Iran                 | Seyed Mahdi Shahrokhi | 19,80 m      |
| 5    | Chine                | Ke Sun                | 19,22 m      |
| 6    | Serbie-et-Monténégro | Luka Rujevic          | 19,15 m      |
| 7    | Pologne              | Piotr Golba           | 19,12 m      |
| 8    | Canada               | Kyle Helf             | 19,03 m (PB) |

| Rang | Pays       | Athlète              | Distance      |
| ---- | ---------- | -------------------- | ------------- |
| 1    | États-Unis | Michelle Carter      | 17,55 m (PB)  |
| 2    | Russie     | Anna Avdeyeva        | 17,13 m (PB)  |
| 3    | Allemagne  | Christina Schwanitz  | 16,52 m       |
| 4    | Israël     | Sivan Jean           | 16,36 m (RNJ) |
| 5    | Russie     | Irina Tarasova       | 16,16 m       |
| 6    | Bulgarie   | Radoslava Mavrodieva | 15,79 m       |
| 7    | Grèce      | Hrisí Moisídou       | 15,49 m       |
| 8    | Pays-Bas   | Denise Kemkers       | 15,46 m       |

### Lancer du marteau
| Rang | Pays      | Athlète           | Distance |
| ---- | --------- | ----------------- | -------- |
| 1    | Russie    | Andrey Azarenkov  | 74,11 m  |
| 2    | Égypte    | Mohsen El Anany   | 72,98 m  |
| 3    | Allemagne | Kamilius Bethke   | 71,91 m  |
| 4    | Hongrie   | Kristóf Németh    | 71,40 m  |
| 5    | Australie | Simon Wardhaugh   | 70,60 m  |
| 6    | Russie    | Mikhail Levin     | 70,39 m  |
| 7    | Croatie   | Matko Tešija      | 70,14 m  |
| 8    | Ukraine   | Oleksiy Sokyrskyy | 68,33 m  |

| Rang | Pays        | Athlète             | Distance      |
| ---- | ----------- | ------------------- | ------------- |
| 1    | Biélorussie | Maryia Smaliachkova | 66,81 m (RC)  |
| 2    | Chine       | Yang Qiaoyu         | 61,67 m       |
| 3    | Italie      | Laura Gibilisco     | 60,95 m       |
| 4    | Russie      | Anna Bulgakova      | 60,74 m       |
| 5    | Hongrie     | Vanda Nickl         | 60,37 m       |
| 6    | Tchéquie    | Lenka Ledvinová     | 60,18 m (RNJ) |
| 7    | Pologne     | Malwina Sobierajska | 58,59 m       |
| 8    | Ukraine     | Liliya Razynkova    | 57,45 m       |

### Décathlon/Heptathlon
| Rang | Pays        | Athlète           | Points         |
| ---- | ----------- | ----------------- | -------------- |
| 1    | Biélorussie | Andrei Krauchanka | 8126 pts (RC)  |
| 2    | Russie      | Aleksey Sysoyev   | 8047 pts (RNJ) |
| 3    | Allemagne   | Norman Müller     | 7942 pts (RNJ) |
| 4    | Pays-Bas    | Pelle Rietveld    | 7822 pts (RNJ) |
| 5    | Uruguay     | Andrés Silva      | 7542 pts (RAJ) |
| 6    | Finlande    | Sami Itani        | 7405 pts (PB)  |
| 7    | Allemagne   | Arthur Abele      | 7224 pts       |
| 8    | États-Unis  | Chris Helwick     | 7176 pts       |

| Rang | Pays           | Athlète                | Points          |
| ---- | -------------- | ---------------------- | --------------- |
| 1    | Afrique du Sud | Justine Robbeson       | 5868 pts (MPMJ) |
| 2    | Lituanie       | Viktorija Zemaityté    | 5810 pts (PB)   |
| 3    | Allemagne      | Julia Mächtig          | 5679 pts (PB)   |
| 4    | France         | Antoinette Nana Djimou | 5649 pts (PB)   |
| 5    | Allemagne      | Kathrin Geissler       | 5641 pts        |
| 6    | Russie         | Marina Ponyarova       | 5599 pts (PB)   |
| 7    | Hongrie        | Györgyi Farkas         | 5550 pts (PB)   |
| 8    | Royaume-Uni    | Jessica Ennis          | 5542 pts (PB)   |

## Légendes
- RAJ : Record continental junior
- RC : Record des Championnats
- RNJ : Record national Junior
- PB : Record personnel
- disq. : disqualification
- ab. : abandon